# Bjurbäcks landskommun
Bjurbäcks landskommun var en tidigare kommun i dåvarande Skaraborgs län.

## Administrativ historik
Den inrättades i Bjurbäcks socken i Vartofta härad i Västergötland när 1862 års kommunalförordningar trädde i kraft 1863.
Den upphörde vid kommunreformen 1952, då den gick upp i Mullsjö landskommun som 1971 ombildades till Mullsjö kommun. Den senare överfördes 1998 till Jönköpings län.